# 1. division (Eishockey) 1962/63
Die Saison 1962/63 war die sechste Spielzeit der 1. division, der höchsten dänischen Eishockeyspielklasse. Meister wurde zum insgesamt zweiten Mal in der Vereinsgeschichte der Rungsted IK.

## Modus
In der Hauptrunde absolvierte jede der fünf Mannschaften insgesamt acht Spiele. Der Erstplatzierte der Hauptrunde wurde Meister. Für einen Sieg erhielt jede Mannschaft zwei Punkte, bei einem Unentschieden gab es einen Punkt und bei einer Niederlage null Punkte.

## Hauptrunde
|    | Klub                              | Sp | S | U | N | T  | GT | Punkte |
| -- | --------------------------------- | -- | - | - | - | -- | -- | ------ |
| 1. | Rungsted IK                       | 8  | 6 | 1 | 1 | 52 | 21 | 13     |
| 2. | Esbjerg IK                        | 8  | 6 | 1 | 1 | 49 | 23 | 13     |
| 3. | KSF Kopenhagen                    | 8  | 5 | 0 | 3 | 37 | 37 | 10     |
| 4. | Gladsaxe SF                       | 8  | 2 | 0 | 6 | 22 | 37 | 4      |
| 5. | Universitetes Studenter Gymnastik | 8  | 0 | 0 | 8 | 16 | 58 | 0      |

Sp = Spiele, S = Siege, U = unentschieden, N = Niederlagen, T = Tore, GT = Gegentore